# Ter Cluysen
Ter Cluysen of Terkluizen (Frans: L'Ermite of L'Hermite) is een plaats in de gemeente Eigenbrakel in Waals-Brabant.

## Geschiedenis
Een akte verleden in 1131 in Gembloers beschrijft dat de hertog van Brabant, Godfried I en zijn zoon, de latere Godfried II aan de Abdij van Gembloers een goed afstaan met de naam Dudinsart.
In 1399 stichtten een tiental religieuzen uit Woutersbrakel er een priorij. Zo ontstond de augustijnenpriorij van Onze-Lieve-Vrouw ter Cluysen, die afhing van de priorij van Zevenborren in Sint-Genesius-Rode.
Het klooster van de reguliere kanunnikessen van ter Cluysen kende slechts drie oversten, te weten Catherine Pijnbroec, Alice van Steenberghen en Elisabeth van den Velde.
Het klooster werd in 1456 door brand verwoest. De zusters werden daarna opgenomen in het nieuwe regularissenklooster Jericho in Brussel met Elisabeth van den Velde als overste.

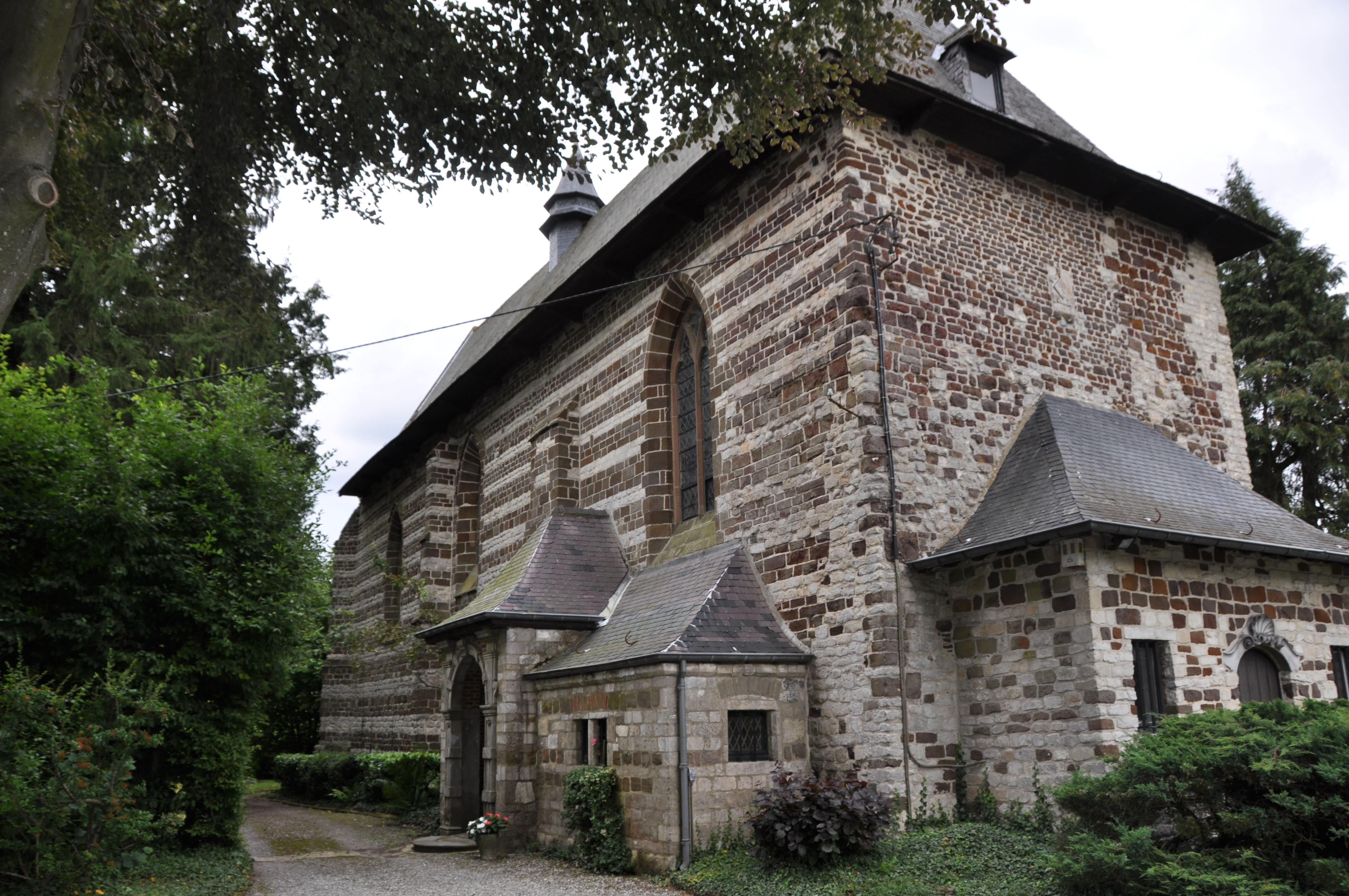
Kapel van Ter Cluysen
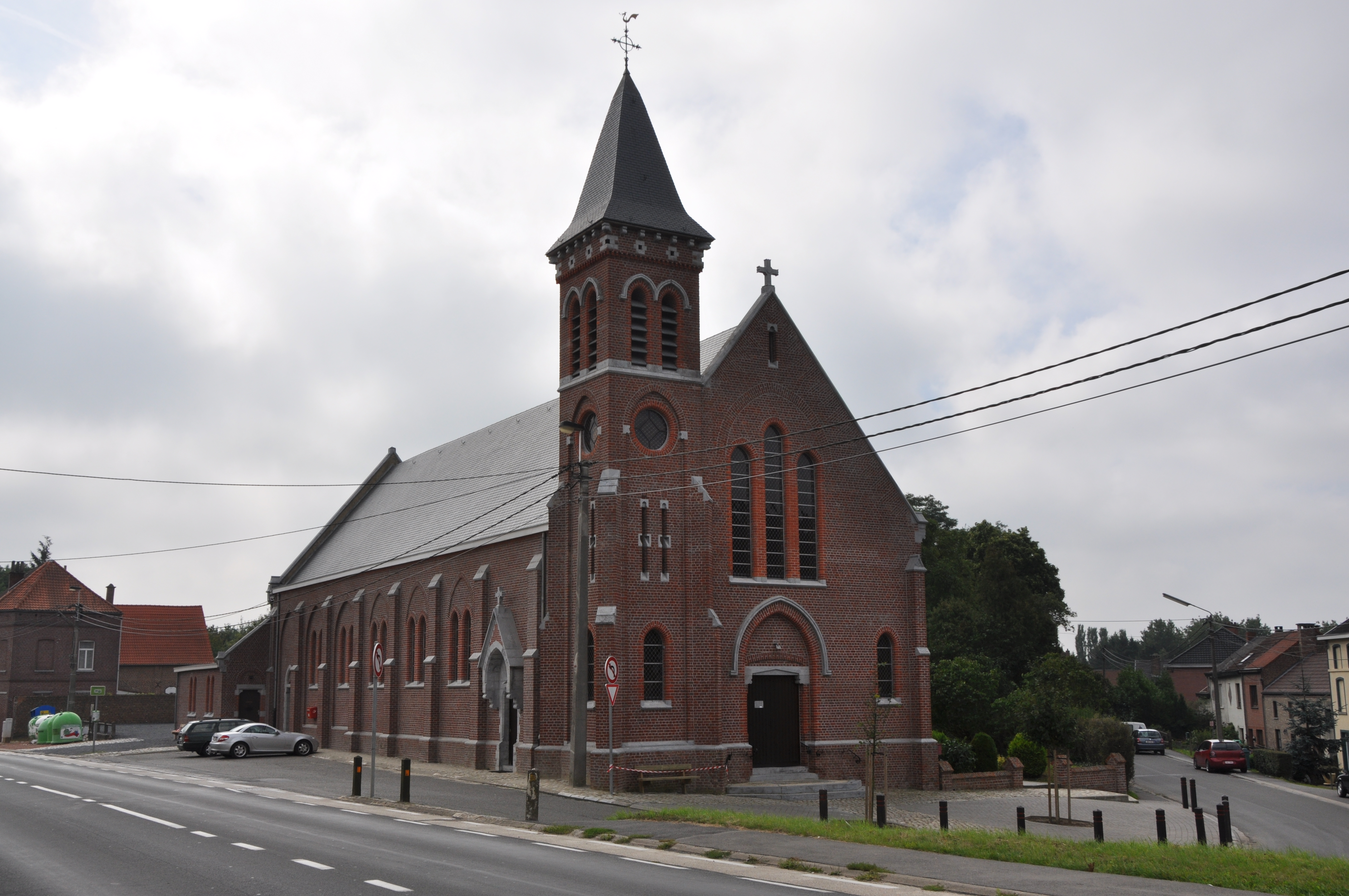
Kerk van Ter Cluysen